# Elcat Electric Vehicles

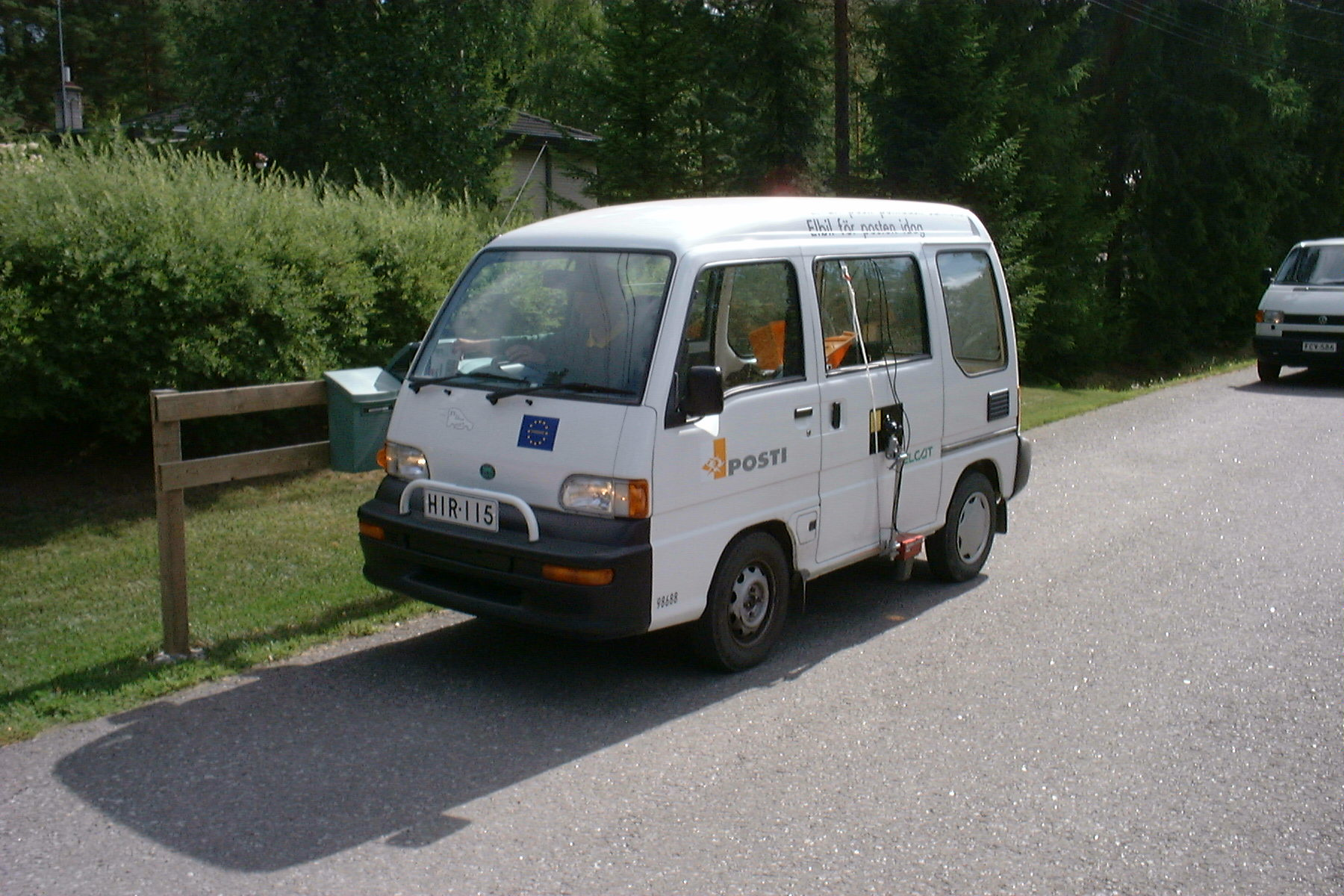
Un furgoncino della Elcat utilizzato dal servizio postale finlandese

La Elcat era un produttore e importatore di veicoli elettrici a batteria di veicoli elettrici con sede a Järvenpää, in Finlandia. L'obiettivo originario dell'azienda prevedeva lo sviluppo di auto elettriche adatte a funzionare nel clima nordico.

## Storia
La Elcat Automotive era di proprietà di un produttore di energia elettrica chiamato Fortum e iniziò la produzione nel 1974. I primi prototipi di Elcat per l'industria automobilistica  furono realizzati nel 1985, con un piano di joint venture con i furgoni Sambar, Dias e Domingo di Subaru, mentre il primo modello venne ufficialmente messo in commercio nel 1990.
I veicoli della Elcat vinsero l'appalto per diventare i mezzi ufficiali del Servizio Postale finlandese del servizio di consegna con sede a Stoccolma.
La produzione di veicoli elettrici iniziò a diminuire all'inizio del XXI secolo e alla Elcat venne presa la decisione di cessare la produzione di veicoli nel 2002. Pertanto il core business dell'azienda passò alla produzione all'importazione e alla vendita di veicoli elettrici: biciclette, ciclomotori, quadricicli, golf cart e veicoli per la manutenzione elettrici.
Tuttavia, dopo un quindicennio, l'azienda non riuscì più a proseguire la propria attività e venne dichiarata fallita il 20 aprile 2017.

## Modelli
- Cityvan, velocità massima 72 km/h (45 mph), distanza 70 chilometri (43,5 mi)
- Cityvan 200, velocità massima 80 km/h (50 mph), distanza 70 chilometri (43,5 mi)
- Cityvan 202, velocità massima 90 km/h (56 mph), distanza 80 chilometri (49,7 mi)
- Citywagon 202, velocità massima 88 km/h (55 mph), distanza 76 chilometri (47,2 mi)